# Derolus bulbicornis
Derolus bulbicornis es una especie de escarabajo longicornio del género Derolus, tribu Cerambycini, subfamilia Cerambycinae. Fue descrita científicamente por Gressitt en 1951.

## Descripción
Mide 20-23 milímetros de longitud.

## Distribución
Se distribuye por China.